# 鎌田洋次
鎌田 洋次（かまた ようじ、1957年7月3日 - ）は、日本の漫画家。男性、宮城県登米市中田町浅水出身。

## 経歴
1979年、週刊少年マガジンSPECIAL増刊掲載の『俺たちの三遊間』 でデビュー
1981年、『こんちきちん』で週刊ヤングマガジンに初の連載。
主に青年漫画雑誌を舞台としていて、スポーツ漫画を数多く描いている。漫画でも野球、サッカーだけでなく、体操や自転車などのジャンルのスポーツ漫画も手がけている。
また、登山・山岳漫画の数少ない描き手でもある。
2010年現在、つりコミックにて『Match the Hatch』を連載中。

## 主な作品
- ウエノは本格派 週刊ヤングマガジン創刊号掲載 野球漫画
- こんちきちん 週刊ヤングマガジン掲載、野球漫画
- 粋な別れ 週刊ヤングマガジン掲載 短編
- やけに重たい輪行袋 講談社 自転車漫画
- がっちゃ 双葉社 野球漫画
- サイ (原作：松橋孝治) 双葉社 野球漫画
- 風の翼 漫画アクション掲載 サッカー漫画
- ほっかほかホンカン (原作：久保田千太郎) 双葉社
- ANSWER ビッグコミックスペリオール掲載
- つむじ風 -WHIRL WIND- 週刊ヤングサンデー掲載
- 風の祭 双葉社 競輪漫画
- タンブリング 漫画アクション掲載 女子体操漫画
- ブレス -ある長距離走者の9ヶ月- 週刊ヤングサンデー掲載
- ハンサムウーマン (脚本：プランダ村) ビッグコミックスペリオール掲載
- WINGS(ウイングス) 風の翼II 双葉社 サッカー漫画
- 早わかり! 航空会社のしくみ -集英社版学習漫画 (監修：青木英雄 構成：大月富美子)
- ようこそ庄太郎小屋へ 綜合図書 釣り漫画
- 天翔る 近代麻雀掲載 単行本未刊行
- THE BIG WALL（ビッグ・ウォール）(原作：横溝邦彦)  山岳漫画
- エールをおくろう (原作：桧垣公平) ビッグコミック増刊号掲載
- オリンピックの世紀 (原作：春場洲太夢) 講談社
- 生命の水 -ニッカウヰスキー、夢と情熱の軌跡- MANGAオールマン2002年08号掲載
- カモシカ 漫画アクション掲載(2003年) 山岳漫画
- 17歳。 (原作：藤井誠二) 漫画アクション掲載
- アルプスあおぞら小屋 ヤマケイJOY掲載  山岳漫画・短編
- WINGS 風の翼2 ワールドカップ最終予選激闘編 宙出版 サッカー漫画
- 私みんなの甲子園 - 原作：かわさき健 漫画アクション(2006年-2007年)・Web漫画アクション（2007年-2008年）
- 子育て純次郎 (原作：小嵐九八郎) プレイコミック掲載 (2007年-2008年)
- Match the Hatch - つりコミック （2009年-連載中）

## アシスタント
- 中山ラマダ